# 青柳瓷

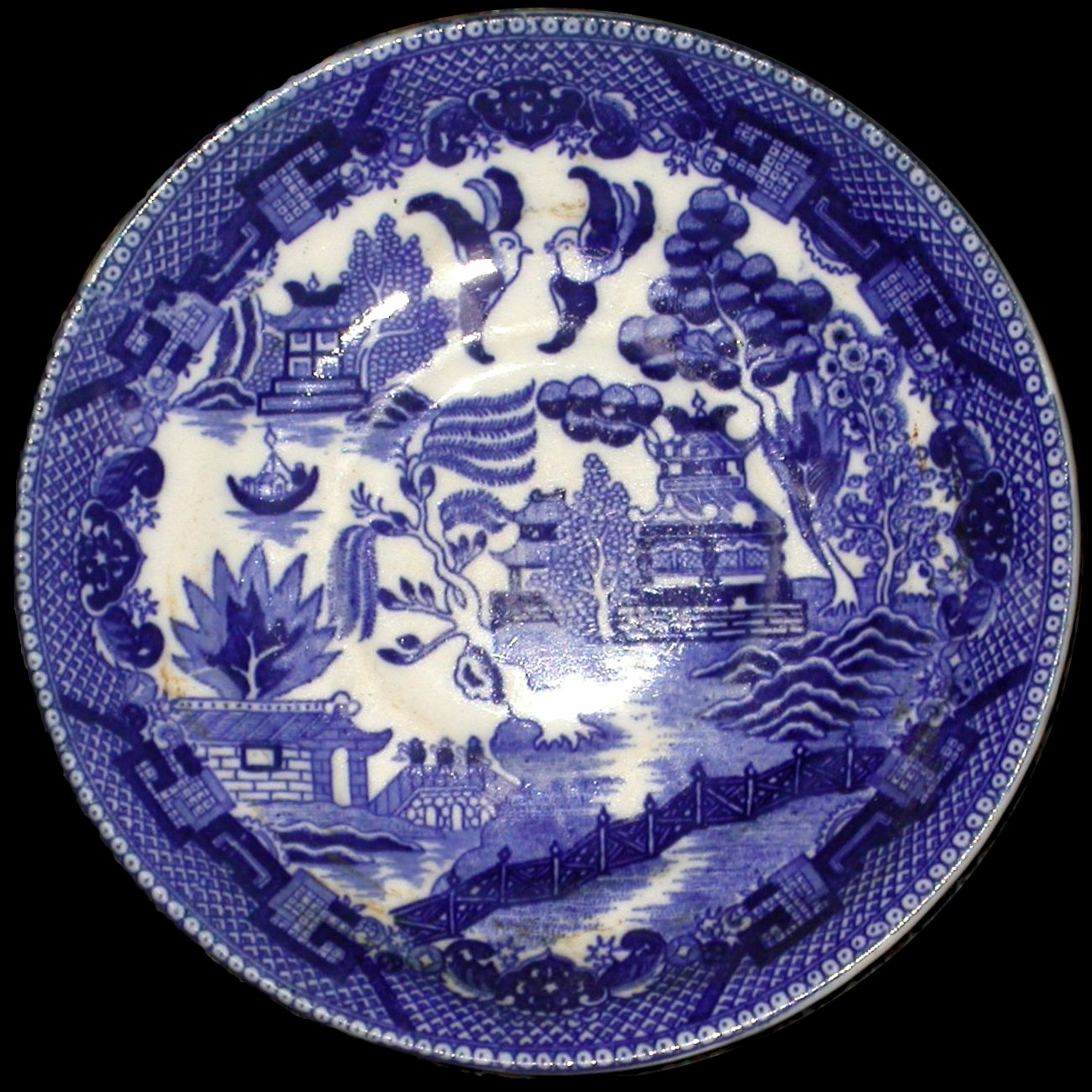
青柳瓷盤

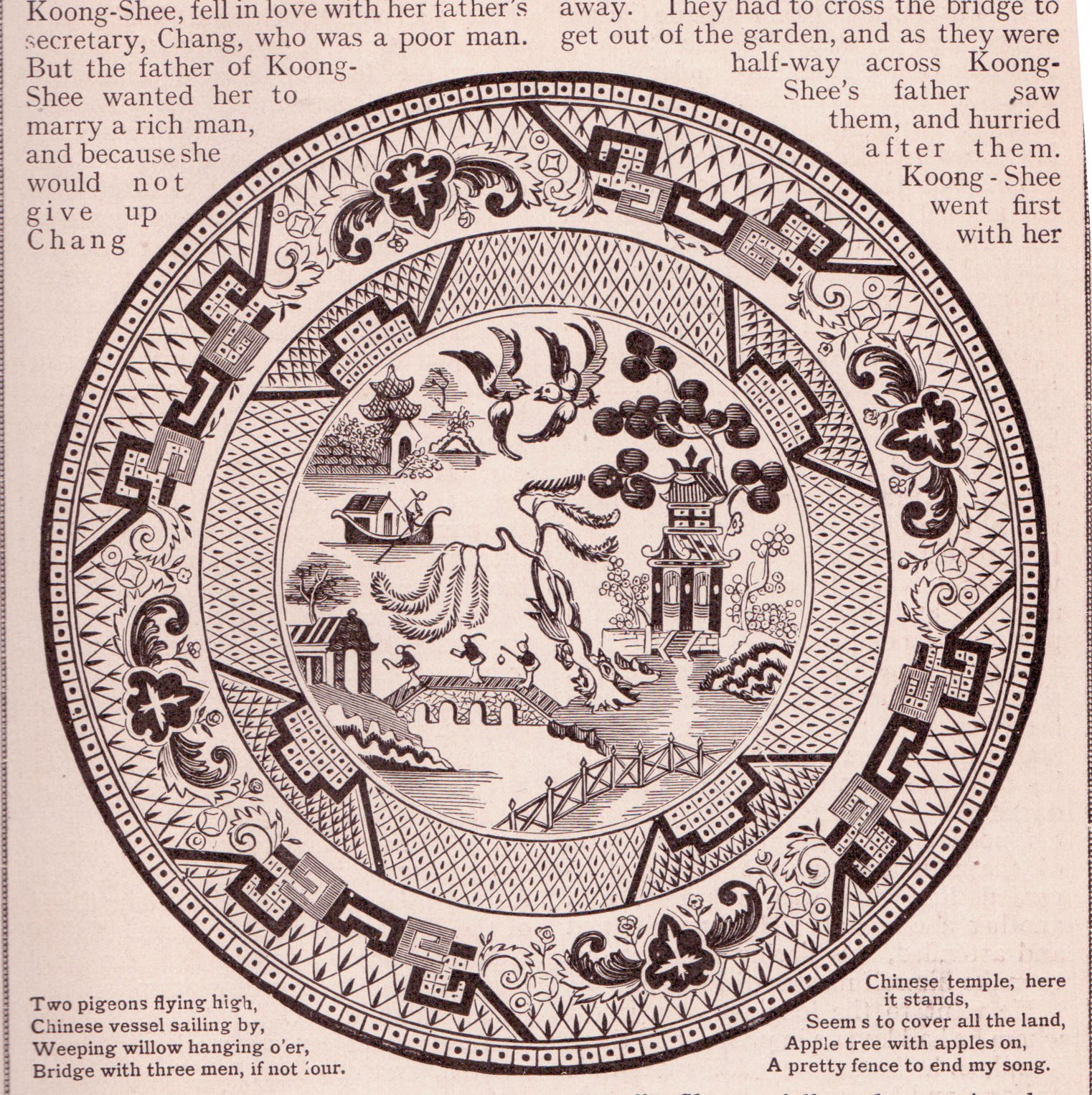
1917年的青柳瓷插画。

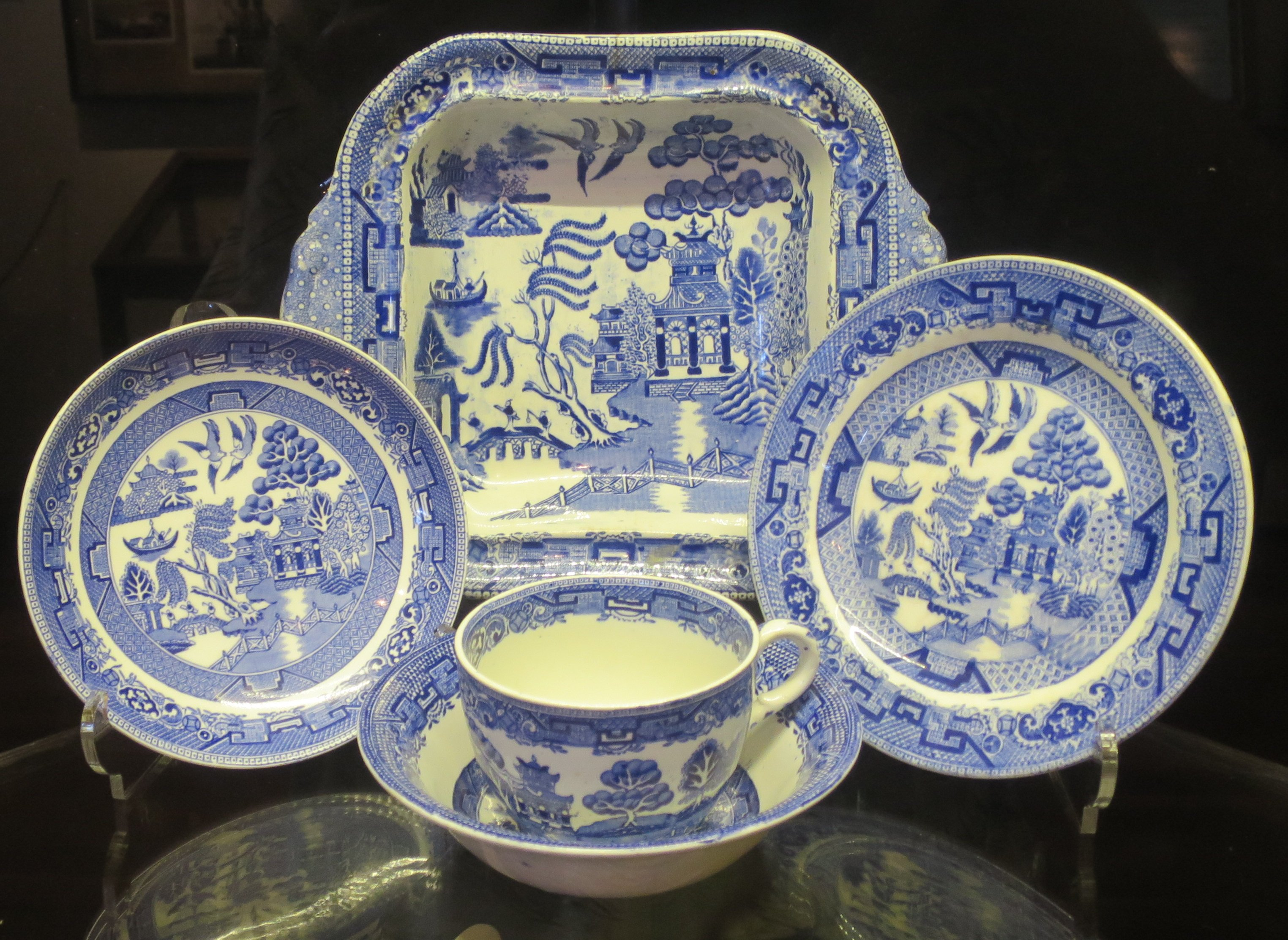
19世纪青柳瓷中的不同樣式

青柳瓷是一种结合了中国传统艺术元素，并在英国改良的装饰风格，常用于瓷器餐盤。这种图案最初在18世纪末的英国广泛流行，模仿了从大清帝國进口的手绘青花瓷。通过釉下转印技术，这种设计得以在斯塔福德郡大量生产並普及，成为餐盤上的经典图案。
起初，许多中国风格的景观图案在骨瓷或半瓷质器皿，以及白陶器或珍珠瓷上得以展现。然而，青柳瓷迅速成为其中最受欢迎的一种，并在各种形式下流传至今。通常，背景为白色，图案为蓝色，但也有其他单色版本。维多利亚时代还出现了手绘多彩色图案版本。
在美国，這種樣式通常被称为蓝柳图案（英語：Blue Willow Pattern）。

## 起源和描述
该图案的具体起源尚不明确。1780年代，包括托马斯·卢卡斯和托马斯·敏顿在内的雕刻师们，为位于英國什罗普郡布罗斯利附近的考利「萨洛皮亚陶瓷制造坊」创作了以中国陶瓷为基础的图案。这些图案中包括后来被整合进青柳瓷中的元素，如柳树、船只、亭台和鸟隻。然而，考利工厂并没有生产完整的青柳瓷。
托马斯·卢卡斯和他的印刷工詹姆斯·理查兹于1783年离开考利，转而为Josiah Spode工作。在1780至90年代，他們生产了许多早期的中国风格转印瓷器。托马斯·敏顿于1785年离开考利，1793年在特倫特河畔斯托克开设了自己的瓷器工厂。他被认为为Spode和其他工厂雕刻了柳树设计。大约1790年時，青柳瓷在Spode工厂首次成型，结合了许多早期中国柳树特征。
青柳瓷通常呈圆形或卵形框架。图案右下方是一个花园的水边景观，中心是一座二层亭台建筑。亭台的屋顶和山墙具有明显的东方风格，周围环绕着各种树木和灌木。场景中央上方是一对飞翔的燕子，象征着爱情。
正是这些桥、花园、篱笆、双鸟以及亭台和周围树木的具体细节，使得青柳瓷成为一种独具特色的装饰风格。

## 传说

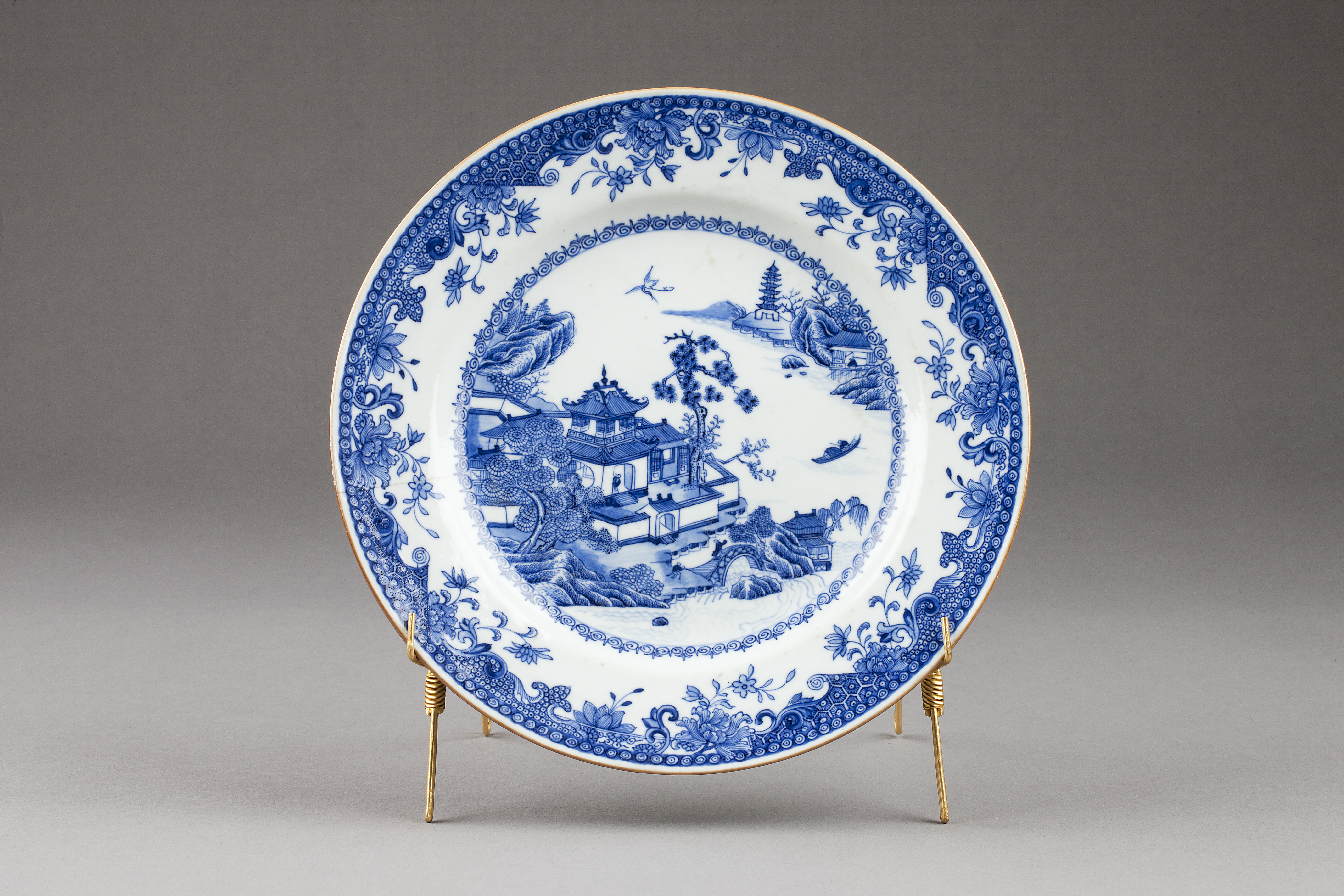
类似设计的中国外销瓷，约c. 1760

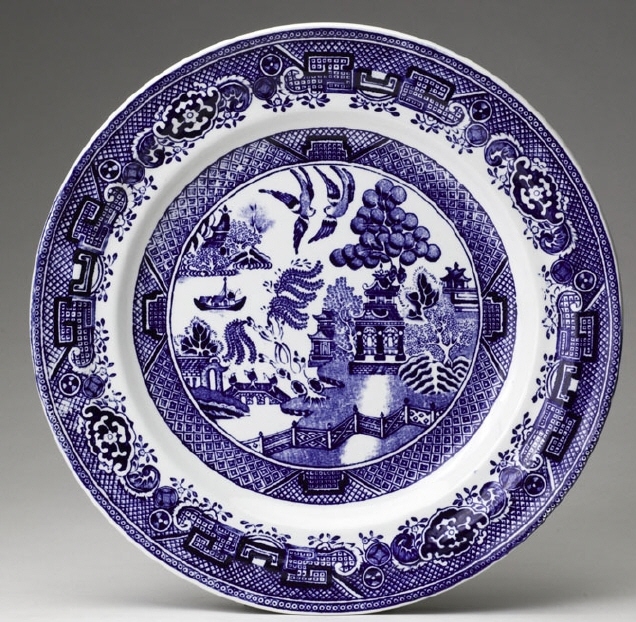
另一版本，瑞典

为了推广明顿瓷器的柳树图案，基于该设计的元素发明了各种故事。最著名的故事通常如下所述。这个故事基于日本的《绿柳》童话和其他源自中国的古老传说，这些传说讲述了因爱情而被众神嫉妒并被分开的两位恋人。他们只能在星辰排列时每年相会一次。有一个关于这些盘子的英国故事，可能与中国有关，也可能无关；它最早以《普通柳树图案盘子的故事》为题，于1849年发表在《家庭之友》杂志上。

### 浪漫寓言
从前有一位富有的大官，他有一个美丽的女儿（孔思）。她爱上了父亲谦卑的会计助理（张），这让她的父亲非常愤怒，因为他们的社会阶层差异使得他们的婚姻不合适。他解雇了这个年轻人，并在他家周围建起了高墙来隔绝这对恋人。大官打算让女儿嫁给一位权势显赫的公爵。公爵乘船而来，带着一箱珠宝作为礼物来迎娶新娘。婚礼定于柳树花瓣飘落的那天举行。
在女儿与公爵婚礼的前夜，年轻的会计助理化妆成仆人，悄悄溜进了宫殿。当恋人们携带珠宝逃跑时，警报被拉响。他们跑过一座桥，身后是挥舞鞭子的官员追赶。最终，他们逃到了公爵的船上，抵达了一个隐秘的小岛，在那里幸福地生活了多年。然而，公爵得知了他们的藏身之处。为了报复，他派士兵抓捕了这对恋人，并将他们处死。众神被他们的遭遇感动，将这对恋人变成了一对鸽子。

### 故事的文化影响
柳树图案的故事于1901年改编为喜剧歌剧《柳树图案》。在1914年的无声电影《柳树图案的故事》中也讲述了这个故事。此外，高羅佩的中国侦探小说《柳園圖》也借用了部分情节。1992年，巴里·普尔维斯制作了一部与这个故事相关的短动画片，故事移植到日本，名为《剧本》。

### 古老的诗歌
两只鸟飞高，

一只中国船，驶过。

一座桥，三个人，有时四个，

一棵柳树，悬垂在上。

一座中国庙宇，矗立在此，

建在河边的沙滩上。

一棵苹果树，结满苹果，

一根歪歪的篱笆结束我的歌。
另一首来自19世纪晚期什罗普郡的古老诗歌是：
两只燕子飞高，

一只小船驶过，

一座小桥，柳树覆盖，

三个人去多佛，

如今多佛教堂显得空荡荡，

每周有两次在那里礼拜，

一棵苹果树，结满苹果，

阳光下编织的篱笆。
苏格兰版本：
两只小鸟飞高，

一只小船驶过；

三个人去多佛，

一棵柳树悬垂着；

一座小教堂伫立着，

许多人去那里礼拜；

一棵苹果树结满苹果，

铁栅栏环绕四周。

## 在流行文化中

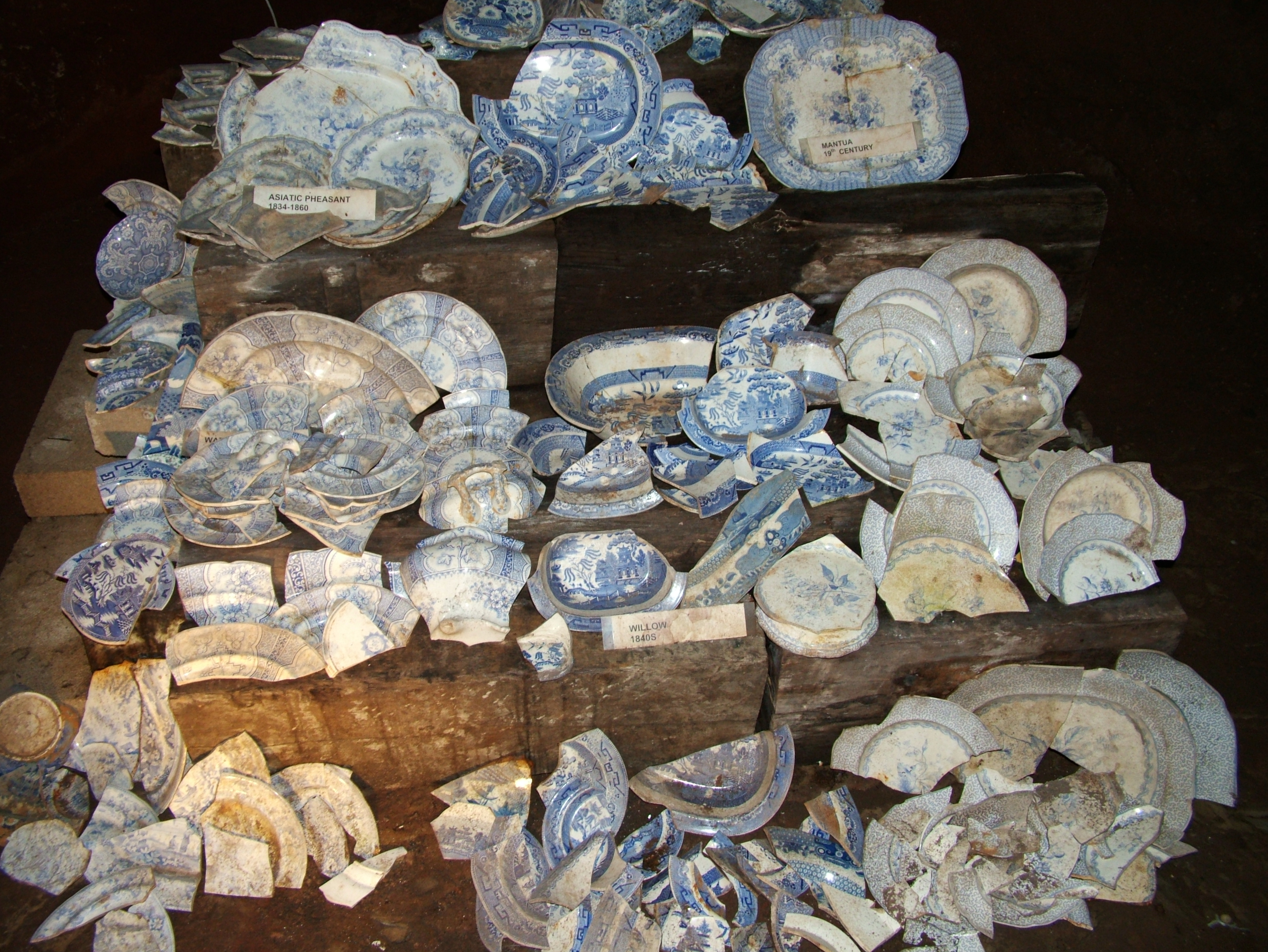
许多带有柳树图案的盘子在威廉森隧道中被发现

《黄青与柳树盘饰的故事》由讲述者凯·龙在欧内斯特·布拉玛1922年的小说《凯·龙的黄金时光》中叙述。这个短篇故事由布拉玛创作，与上述标准浪漫寓言相去甚远。
来自吉尔曼·科拉莫尔的蓝色柳树图案，尤其是金边的瓷器，是威廉·兰道夫·赫斯特的“迷人丘”庄园在加利福尼亚州的圣西门的首选瓷器，因为这是赫斯特母亲最喜欢的图案。
除了在几部美国西部电影（以及西部电视剧，甚至喜剧《小怪物》）中用来营造19世纪的氛围外，蓝色柳树瓷器也出现在《安迪·格里菲斯秀》和《谋杀她写的》中，暗示着生活更简单的当代时代。它也出现在电影《搞笑农场》和《沉睡谷》中。
泰勒兄弟公司，位于英格兰谢菲尔德，19世纪和20世纪的锯和刀片制造商，制作了一系列柳树锯，并使用了柳树图案的一部分作为徽章。
蓝色柳树瓷器及其传说出现在李·布莱辛的戏剧《去圣艾夫斯》中。
在特里·普拉切特的小说《有趣的时代》中，一位东方艺术家正准备在一只盘子上画一幅花园场景时，几位相扑选手和守卫闯入并摧毁了他整个调色板，除了蓝色。他决心用这一种颜色绘制一幅将被世界铭记数百年的画。
在乔丹·皮尔2017年的电影《逃出绝命镇》中，米西·阿米塔奇使用一只蓝色柳树茶杯催眠克里斯·华盛顿。